# Iodură
Iodura este, în chimia anorganică, un anion negativ al unei săruri. Iodurile (compușii care conțin acest ion) sunt săruri anorganice ale metalelor cu acidul iodhidric.